# Augusto Raffaele Occhialini
Augusto Raffaele Occhialini (Fossombrone, 11 ottobre 1878 – Genova, 1° settembre 1951) è stato un fisico e divulgatore scientifico italiano, padre del fisico Giuseppe Occhialini.

## Biografia
Si laureò in Fisica nel 1903 a Pisa, e divenne assistente del fisico Angelo Battelli. Nel 1916 collaborò all'UIR, dipartimento del Ministero delle Armi e Munizioni dell'epoca, su interessamento del matematico Vito Volterra. Alla fine del conflitto diviene aiuto alla cattedra di Fisica di Antonio Garbasso a Firenze e, nel 1918, primo Direttore del nuovo Laboratorio di Ottica e Meccanica di precisione.  
Ha tenuto la cattedra di Fisica sperimentale all'Università degli Studi di Sassari dal 1921 al 1924; la cattedra di Fisica dell'Università degli Studi di Siena dal 1925 al 1928 e quella di Fisica dell'Università degli Studi di Genova dal 1929 al 1951.
Si interessò in particolare di spettroscopia, elettrologia e radioattività. 
Scrisse molti studi per riviste del settore, varie monografie a tema, ad esempio I gas compressi come dielettrici e come conduttori, del 1906. Scrisse, in collaborazione con Battelli e Silvio Chella, un trattato, La radioattività, nel 1909, completo per le conoscenze dell'epoca e un libro divulgativo, Elettrotecnica elementare, nel 1921, per gli appassionati della materia.

## Studi e monografie
- A. Battelli, A. Occhialini, S. Chella, Studi di radioattività, Il Nuovo Cimento, 12 (1906), 281-292.
- I gas compressi come dielettrici e come conduttori, del 1906.
- A. Occhialini, Sistemi di misure e unità elettriche internazionali, Il Nuovo Cimento, 17 (1909), 392-405.
- La radioattività, nel 1909.
- A. Occhialini, Il problema dell'insegnamento delle Scienze sperimentali, Il Nuovo Cimento, 1 (1911), 74-77.
- A. Occhialini, Oscillazioni Intratomiche, Il Nuovo Cimento, 5 (1913), 452-470.
- Elettrotecnica elementare, nel 1921.